# Vöröslemezű őzlábgomba
A vöröslemezű őzlábgomba (Melanophyllum haematospermum) a csiperkefélék családjába tartozó, Európában és Észak-Amerikában honos, lombos és tűlevelű erdőkben élő, nem ehető gombafaj. 

## Megjelenése
A vöröslemezű őzlábgomba kalapja 1-3,5 cm széles, alakja fiatalon tompán kúpos, később domború, néha kis púppal. Széle eleinte befelé forduló, szürkésbarna burokmaradványoktól cafrangos. Színe piszkosbarna. Felülete lisztes-szemcsés.
Húsa vékony, középen kb 2 mm vastag. Színe piszkosfehér, sérülésre lassan rózsaszínesre változik. Szaga és íze szúrós, fanyar. 
Közepesen sűrű lemezei szabadon állók vagy épphogy érintik a tönköt. Színük fiatalon élénk rózsaszínes-borvörös, később rózsaszínes barnás, idősen mély borbarna. 
Tönkje 2-4 cm magas és 0,2-0,3 cm vastag. Alakja hengeres, vékony, törékeny, egyenes vagy néha görbült, idősen üregesedik. Felszínét fiatalon szürkésbarna lisztes-korpás bevonat borítja. Színe barnás-borvöröses. 
Spórapora eleinte olívzöld, kiszáradva vörösbarna. Spórája megnyúlt ellipszoid, sima vagy finoman szemcsés, vékony falú, mérete 4,5-6,5 x 2,5-3 µm.

### Hasonló fajok
A mérgező vöröslemezű pókhálósgomba és vérvörös pókhálósgomba hasonlíthat rá. 

## Elterjedése és termőhelye
Európában és Észak-Amerikában honos. Magyarországon ritka.  
Lombos erdőkben, fenyvesekben él humuszban gazdag talajon vagy korhadó növényi törmelék közelében; üvegházakban, komposzton is előfordul. Májustól októberig terem. 

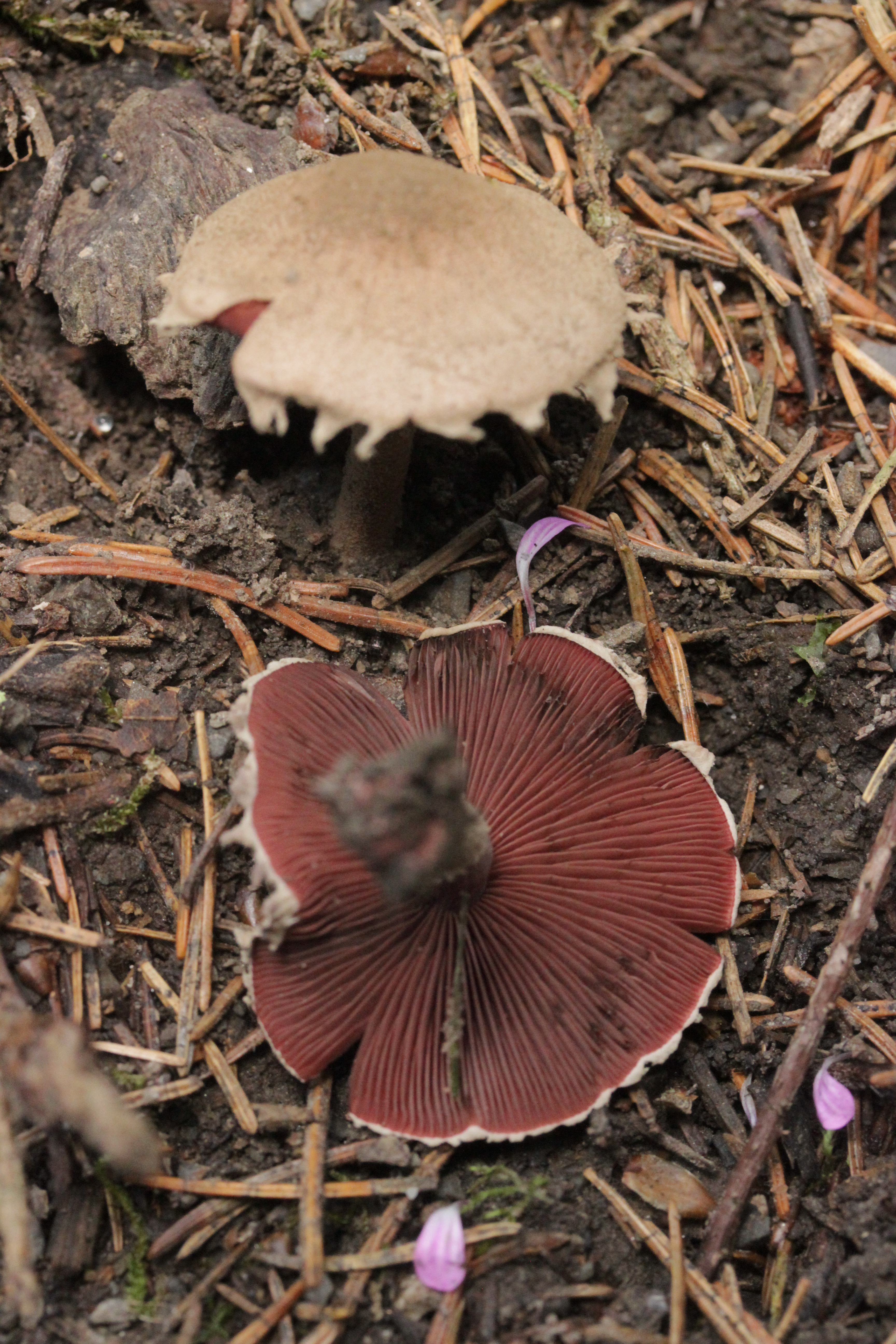
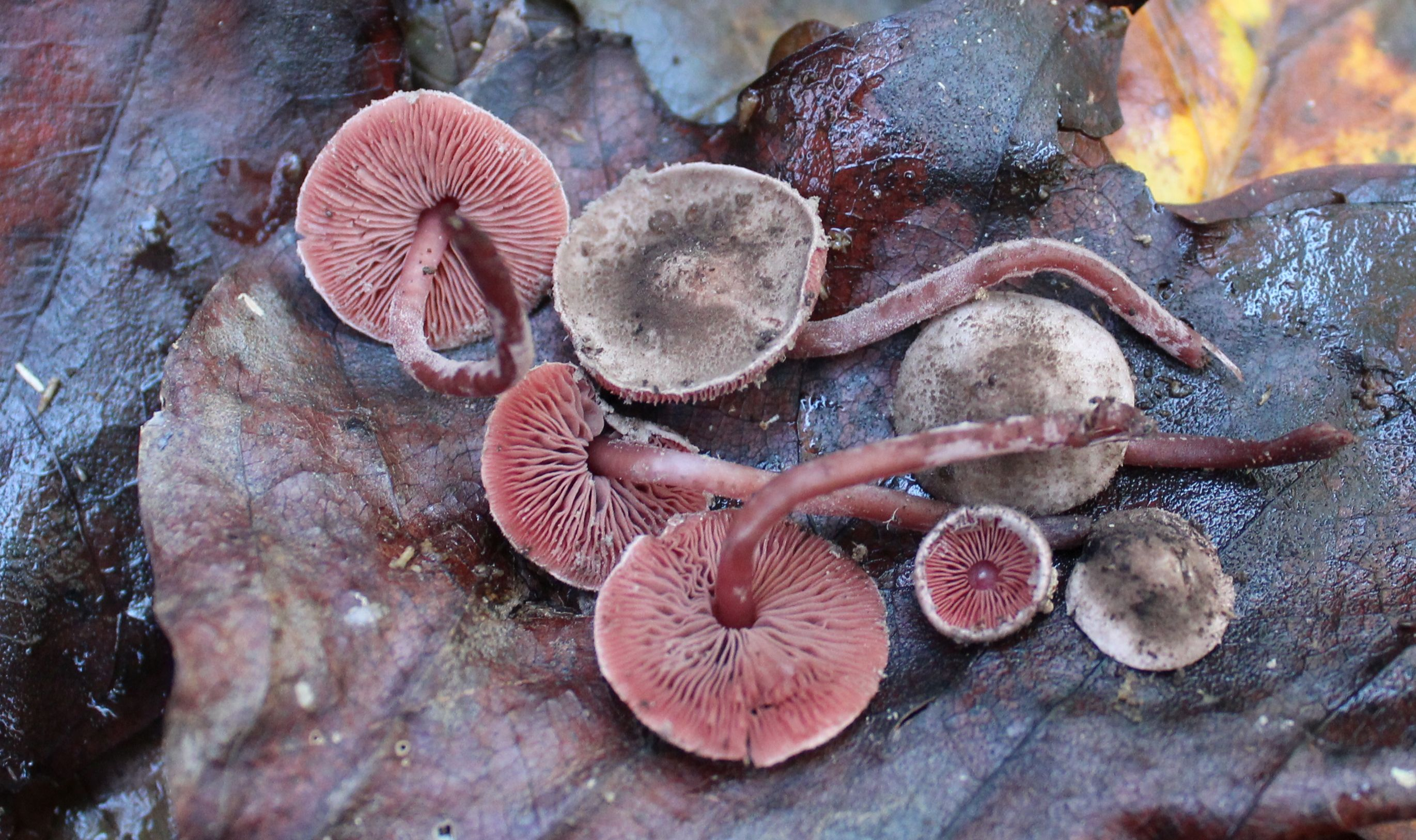
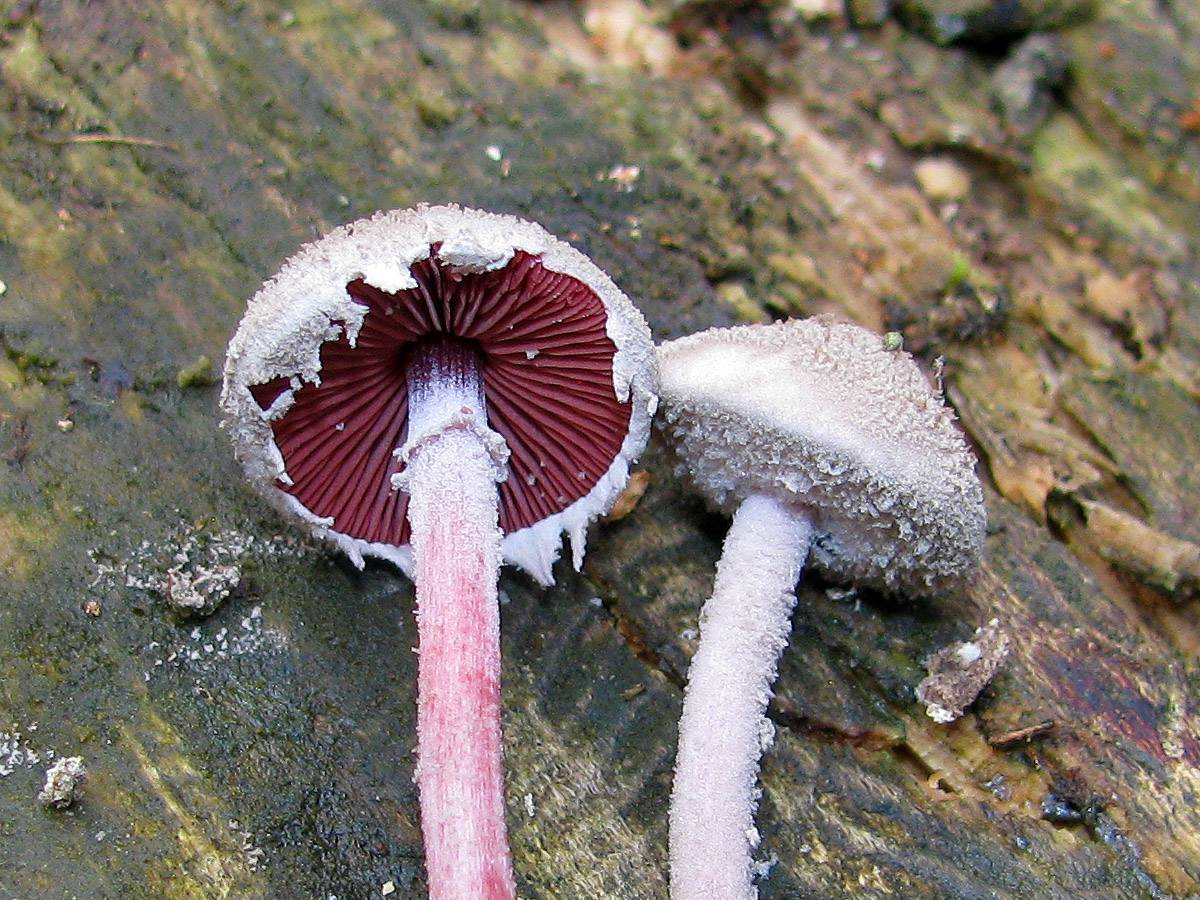
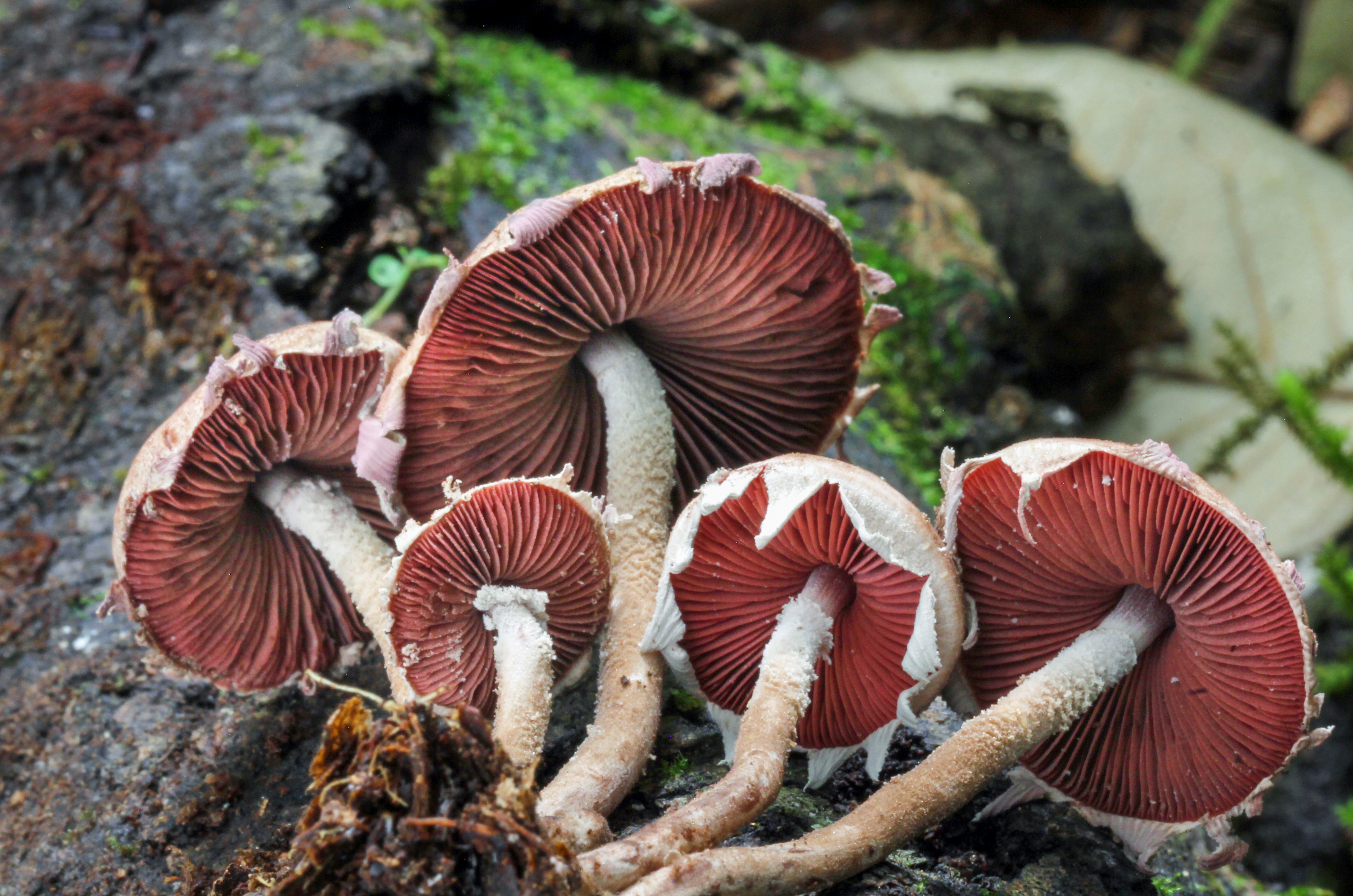
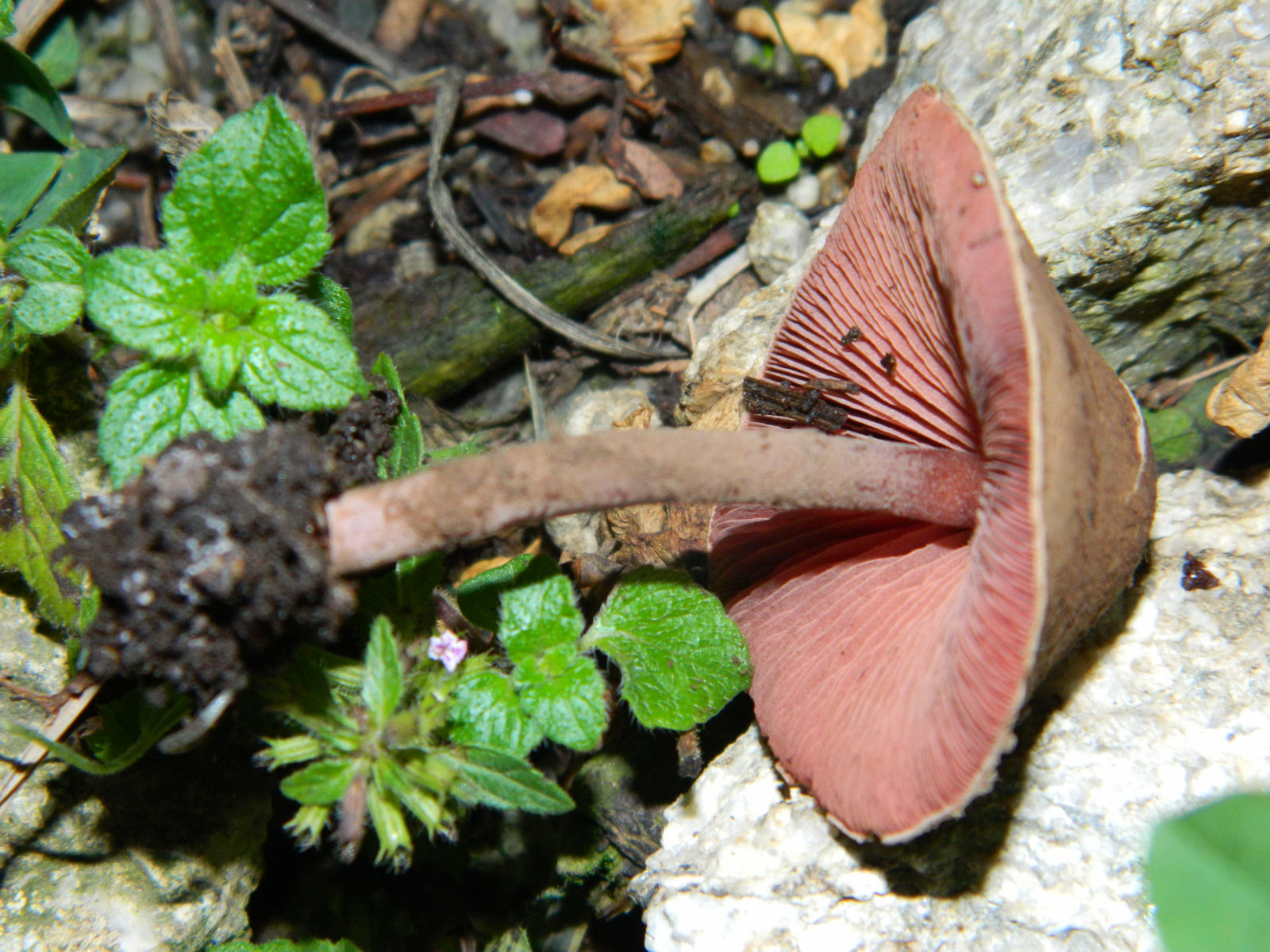

Nem ehető. 